# Beyond Oasis
Beyond Oasis, conhecido no Japão como The Story of Thor: Hikari wo Tsugu Mono (ストーリー オブ トア 〜光を継ぐ者〜) e na Europa, como A História de Thor: Um Sucessor da Luz, é um jogo RPG de ação, desenvolvido pela Ancient e publicado pela Sega para o Mega Drive/Genesis em 1994. Mais tarde o jogo foi re-lançado para o Wii's de uma Consola Virtual em 19 de Março de 2007 na América do Norte, e em 5 de abril do mesmo ano na Europa. O jogo também foi incluído no Sonic Ultimate Genesis Collection/Sega Mega Drive Ultimate Collection para Xbox 360 e PlayStation 3; na versão Européia do último, tem direito A História de Thor.

## Enredo
Você é o jovem aventureiro chamado Ali, que gosta de sair por aí caçando tesouros perdidos. Em uma de suas aventuras, ele encontra um artefato mágico chamado Gold Armlet.
Ao colocar o artefato em seu braço, um espírito explica a ele que o Gold Armlet possui uma contraparte, o Silver Armlet. Ele diz que outra pessoa já encontrou o Silver Armlet, que possui o poder de levar o caos e a destruição na terra de Oasis.
O espírito confia a Ali os poderes do Gold Armlet, que pode controlar quatro espíritos sagrados, e junto com eles deter as ambições de quem está usando o Silver Armlet. Ele conta ainda que há muito tempo atrás os braceletes foram usados numa batalha entre dois magos poderosos, que acabaram destruindo um ao outro, e os braceletes ficaram esquecidos na história….. até hoje.
Assim começa sua nova aventura, você deve encontrar os quatro espíritos:
Dytto, o espírito da água;
Efreet, o espírito do fogo;
Shade, o espírito das sombras;
Bow, o espírito das plantas.
Cada um desses espíritos possuem tipos de magias diferentes, e a medida que você os for encontrando, poderá acessar outros caminhos no mundo de Oasis.

## Jogabilidade
O jogo tem elementos de aventura e de ação semelhante à da série The Legend of Zelda. O jogador controla o Príncipe Ali e o leva através de mapas, para cumprir sua missão. Ao longo do caminho, o jogador pega itens especiais para restaurar a saúde e magia, armas especiais para ajudar a derrotar seus inimigos, e quatro espíritos mágicos encontrados nos santuários para ajudar o Príncipe Ali a missão. Os controles lembram jogos clássicos de luta, com sequências especiais de botões para golpes especiais e poderosos.
A arma padrão do príncipe Ali é a sua espada, que pode executar ataques especiais e tem uso ilimitado. Também durante o curso do jogo, o jogador pode equipar o Príncipe Ali com armas especiais, tais como espadas, bestas e bombas. No entanto, ao contrário da faca, essas armas não tem uso ilimitado e vai quebrar depois de uma quantidade de utilizações.
Cada um dos espíritos mágicos adquiridos no jogo tem uma série de feitiços que podem atacar inimigos, restaurar a saúde ou desbloquear áreas ocultas. Cada espírito é convocado pela Light Ball (botão A) e é enviado afastado tocando em A, B e C ao mesmo tempo ou quando o medidor de magia se esgote. O poder de cada espírito pode ser aumentado através da escolha de gemas que correspondem à cor do espírito: Azul para Dytto, Vermelho para Efreet, Black for Shade e Green for Bow.

## Recepção
Game Informer deu ao jogo um "muito bom" pontuação de 8.75/10. Jogos Eletrônicos Mensais deu um 38/50 (7.6/10 média), elogiando o vasto mundo de jogo forte e reviravoltas. Um revisor para a Próxima Geração afirmaram que a combinação de RPG e elementos de ação resulta em um jogo que é a média em ambas as frentes. Ele acrescentou que, "O uso da magia, seja a bola de fogo ou meteor storm, uma interface de usuário amigável; e uma vez pronto o mapa de colocar Beyond Oasis, além de outros de seu tipo. Mas, em última análise, pobres de luta e um enredo pouco inspirado deixe este título mais parecendo uma miragem." a GamePro , comentou que o jogo "definitivamente não é para o hardcore RPGers", devido ao seu pequeno mundo de jogo, limitado desafio, e uma maior ênfase no hack-n-slash combates e solução de quebra-cabeças do que em elementos de RPG, mas seria um bom jogo para os novos jogadores para o gênero de RPG. Eles elogiaram a "intrigante" jogabilidade e a sensação 3D de gráficos.

## Prequel
Um prequel para o jogo, The Legend of Oasis, (A História de Thor 2 na Europa), foi lançado para Sega Saturn em 1996.